# Czermno Kolonia-Stomorgi
Czermno Kolonia-Stomorgi [pronunciación en polaco: /ˈt͡ʂɛrmnɔ kɔˈlɔɲUn stɔˈmɔrɡi/] es un pueblo ubicado en el distrito administrativo de Gmina Fałków, dentro del Condado de Końskie, Voivodato de Świętokrzyskie, en el sur de Polonia central.